# 로마 지하철 A선
로마 지하철 A선(이탈리아어: Linea A)은 로마 지하철의 노선 중 하나이다. 로마 북서부에 있는 종점 바티스티니 역에서 남서부에 있는 종점 아나니나 역까지 이어지면서 시내를 가로지른다. 중간에 유일한 환승역인 테르미니 역에서는 B선과 만난다. 노선 색깔은 ●주황색이다.
A선의 이용 규모는 매우 혼잡할 때 보통 하루에 50만명에 달한다.

## 역사
1959년 로마의 두 번째 철도 노선의 건설 허가가 승인되었다. 이 노선은 오스테리아 델 쿠라토 (Osteria del Curato) 지역에서 프라티 (Prati)까지 도시의 중심을 가로지르며 중간에 테르미니 역에서 1955년 개통된 기존에 있던 노선인 B선과 만나도록 계획되었다.
1964년 투스콜라나 지역에서 시작된 공사는 머지않아 수차례의 공사 연기와 각종 어려움에 빠지게 되었는데, 예를 들어 파고 덮기 방식의 굴착공사가 혼란을 일으켜 로마 동남부 지역의 교통 체증을 유발했다. 공사가 잠시 중단되고 5년 뒤에 터널 굴착기를 이용하는 방법으로 재개하면서 교통문제를 해결하는데 도움을 주긴 했지만, 그 대신 건물들에게 진동 피해를 입혔다.
공사가 진행되는 동안 고고학적 발견도 잦았는데, 특히 레푸블리카 광장 주변에서 많이 발견되면서 계획 수정이 불가피하게 되었다. 이때 발견된 유적들은 레푸블리카 역 내의 보호 유리막 안에 전시되었다. 이 당시의 터널 공사 작업과 고고학적 발견은 페데리코 펠리니의 영화 «로마» (Roma)에서 볼 수 있다.
1980년부터 아나니나 역에서부터 오타비아노 역까지 운행을 시작하면서 A선이라는 이름을 가지게 되었다. 그와 동시에 테르미니 역과 라우레티나 역 구간을 잇던 기존의 노선은 B선이라 부르게 되었다. 1990년대 초에는 A선을 오타비아노 역에서 바티스티니 역까지 확장하는 공사가 시작되었고, 1999년과 2000년에 부분 개통하면서 현재의 노선이 되었다.

### 개통 날짜
- 1980년 2월 16일: 오타비아노 (Ottaviano) - 치네치타 (Cinecitta)
- 1980년 6월 11일: 치네치타 - 아나니나 (Anagnina)
- 1999년 5월 29일: 오타비아노 - 발레 아우렐리아 (Valle Aurelia)
- 2000년 1월 1일: 발레 아우렐리아 - 바티스티니 (Battistini)

## 철도 차량
A선에서 처음으로 쓰인 철도 차량은 4칸 차량 편성의 MA100 시리즈였으며, 이후 이용객 수요 증가에 따라 6칸 편성으로 늘렸다.
1990년대 후반에는 MA200 시리즈가 A선에서의 운행을 시작했다. 이는 로마 지하철에서 처음으로 3상 비동기 전동기를 사용하고 그 동력 방식을 이용한 전자식 운전을 했던 차량이었다. 그러나, MA200 시리즈는 기술적인 문제가 발생하기 쉬웠기 때문에 A선으로 운행하는 대신 오직 B선 전용으로만 이용하고 있다.
2005년 1월, MA100과 MA200 시리즈는 새로운 디자인의 로마 지하철 운영사인 ATAC가 MA300 시리즈라고 언급한 에어컨 구비가 되어 있는 S/300 시리즈로 대체되기 시작했다. 이 때문에, MA100과 MA200 시리즈는 로마-리도 선으로 옮겨져서 운행하기 시작했다.
오늘날, S/300 시리즈는 현재 A선에서 운용하고 있는 차량의 대부분을 차지하고 있다. 또한, 이 차량은 자동 안내 기능을 가장 먼저 탑재한 차량이기도 하다.

### 안내 방송

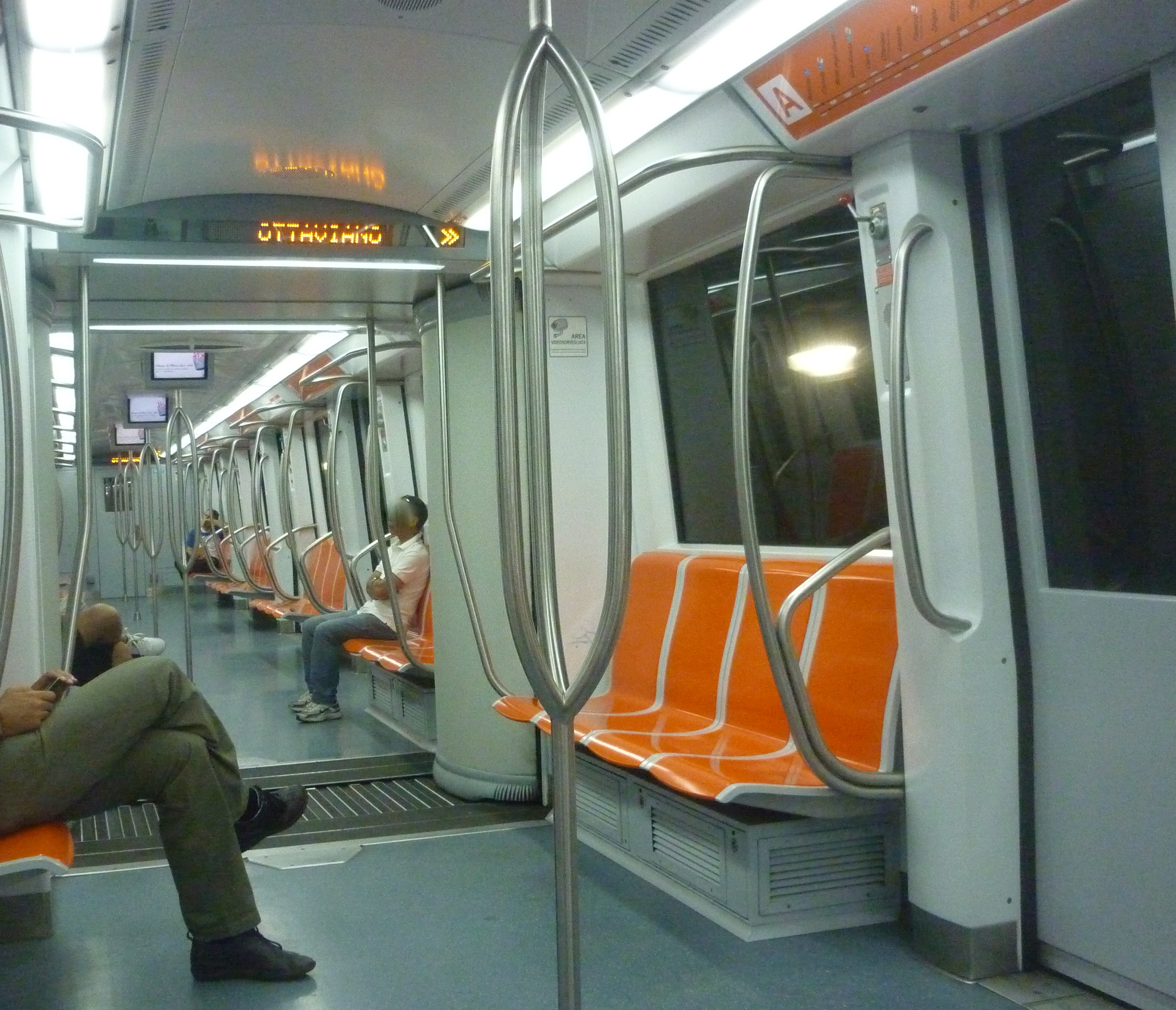
S/300 차량의 내부 모습. LED 화면의 화살표는 오타비아노 역에서 오른쪽 출입문이 열릴 것임을 알려준다.

S/300차량의 안내방송은 역을 출발할 때 다음 역의 이름과 동시에 도착했을 때 열릴 출입문의 방향을 알린다. 다음 역에 도착했을 때는 역시 똑같이 역의 이름과 열릴 출입문의 방향을 알려준다. 열차가 정차하면 문이 열리는 동안 알림음이 몇 번 울린다. 문이 닫히기 전에는 더 높은 알림음을 울린다. 이 과정이 계속 반복된다.
예를 들어 열차가 바르베리니 역에서 정차할 경우의 안내 방송은 다음과 같다.
먼저 열차가 스파냐 역이나 레푸블리카 역을 출발할 때에는 다음과 같이 말한다.
"Prossima Fermata: Barberini - Fontana di Trevi. Uscita lato destro." ("다음 역: 바르베리니 - 트레비 분수. 오른쪽 출입문입니다.")
그리고 열차가 바르베리니 역에 도착하면 다음과 같이 말한다.
"Barberini - Fontana di Trevi. Uscita lato destro." ("바르베리니 - 트레비 분수. 오른쪽 출입문입니다.")

## 사고
2006년 10월 17일, 충돌 사고가 일어나면서 1명이 사망하고 100명 이상이 부상당했다. 2006년 로마 지하철 충돌 사고 문서를 참고하라.

## 연장 계획
A선을 바티스티니 역에서 토레베치아 역 (Torrevecchia)까지 북쪽 방향으로 2km 정도 연장한다는 계획이 고려 중에 있다. 두 개의 역이 신설된다.

## 지도
- 로마 지하철 및 교외 철도 보관됨 2014-12-13 - 웨이백 머신
- 로마 지하철 건설 계획 지도